# لیوینیو
لیوینیو (به ایتالیایی: Livigno) یک کومونه در ایتالیا است که در استان سوندریو واقع شده‌است.

## خصوصیات
لیوینیو ۲۲۷٫۳ کیلومترمربع مساحت و ۶٬۲۹۲ نفر جمعیت دارد و ۱٬۸۱۶ متر بالاتر از سطح دریا واقع شده‌است.
یک کومونه و ناحیه اسکی در ایتالیاست.